# Jean-David Morvan
Pour les articles homonymes, voir Morvan (homonymie).
Jean-David Morvan, né le 28 novembre 1969 à Reims (Marne), est un scénariste de bande dessinée français.

## Biographie

### Jeunesse
Jean-David Morvan habite pendant neuf ans à Versailles avant de revenir à Reims. C'est à BDBulle, la librairie de la femme de Benoît Sokal, qu'il découvre la BD dite « adulte » avec la série Valérian. Il a alors 11 ans et achète La Terre de la bombe, L'Indien français, Les Innommables, Bastos et Zakousky, Comanche, L'Incal, Thorgal et le magazine Gomme ! qui publie son premier dessin dans le courrier des lecteurs.

### Collège et lycée
Il redouble sa 4e et rate son bac une fois. En 4e, il rencontre Christian Lerolle, un des deux Color Twins, et en deuxième terminale Franck Guréghian, l'autre moitié du duo. En 2de il fait la connaissance de Sylvain Savoia, avec qui il collabore au fanzine Hors Gabarit. Dans l'équipe de ce fanzine il rencontre Yann Le Gall avec lequel il imagine Zorn et Dirna, qui sera dessiné quelques années plus tard par Bruno Bessadi et Vincent Trannoy pour paraître chez l'éditeur Soleil. Dans le fanzine concurrent travaillait alors Jab Jab Whamo, futur collaborateur avec qui il réalise un crossover de 120 pages entre Batman et Wolverine faisant suite à Batman: Dark Knight (The Dark Knight Returns) de Frank Miller.

### L'apprentissage
En 1989, lui et une partie de ses amis entrent à l'École Saint-Luc de Bruxelles. Entré pour y apprendre le métier de dessinateur, il en ressort avec la certitude qu'il est fait pour être scénariste. À cette époque, il rencontre des professionnels du métier : Riff Reb's, Denis Bodart, Thierry Robin, Qwack, etc. Définitivement lassés de l'École Saint-Luc, lui et ses amis se rendent au festival de Villeneuve-d'Ascq pour présenter à l'éditeur Zenda – alors indépendant – des projets d'albums pour lesquels il s'improvise scénariste : « Avec Jab Jab Whamo, on avait imaginé une histoire de science-fiction dans laquelle des dinosaures soldats attaquaient une planète de sados masos humains. C'était très trash. Il devait y avoir deux albums et le titre de la série c'était Profond comme la haine. Tout un programme. »
Avec Yann Le Gall il présente la première version de Zorn et Dirna, beaucoup retouchée depuis. Avec Sylvain Savoia, il propose Reflets perdus. L'année suivante, il passe le concours des beaux-arts, mais n'y reste pas. Entre février et novembre 1992 il fait son service militaire à Mourmelon-le-Grand en tant que vaguemestre.

### Les débuts
Alors que le premier album de Reflets perdus est sur le point de paraître chez Zenda, l'éditeur est racheté par Glénat. C'est chez ce dernier que Jean-David Morvan signe Horde, dessiné par Jab Jab Whamo. Finalement Reflets perdus se vend à 1 200 exemplaires[réf. souhaitée]. Mais à cette même période Glénat commence à publier Akira en France. Un des directeurs de collection, Jean-Claude Camano (aussi découvreur de Titeuf), souhaite alors lancer des séries françaises dans cette mouvance. Commence alors avec Sylvain Savoia le projet Nomad : 136 pages couleurs tous les six mois. Les deux auteurs embauchent Philippe Buchet, directeur artistique d'une agence de communication dans laquelle travaillait aussi Sylvain Savoia.
Dans la foulée, Jean-Claude Camano reçoit le dossier du dessinateur Kevin Hérault, ce qui aboutit à la publication de HK. Thierry Trübe collabore au scénario du premier tome, tandis que Vincent Trannoy (un des deux dessinateurs de Zorn et Dirna) s'occupe des décors.
En marge d'un festival, Morvan rencontre Joann Sfar et tous deux entament la série Troll, dont ils cosigneront les trois premiers tomes, laissant à Olivier Boiscommun la charge du dessin. Cette BD constitue son premier contrat avec l'éditeur Delcourt.

### NomadetSillage

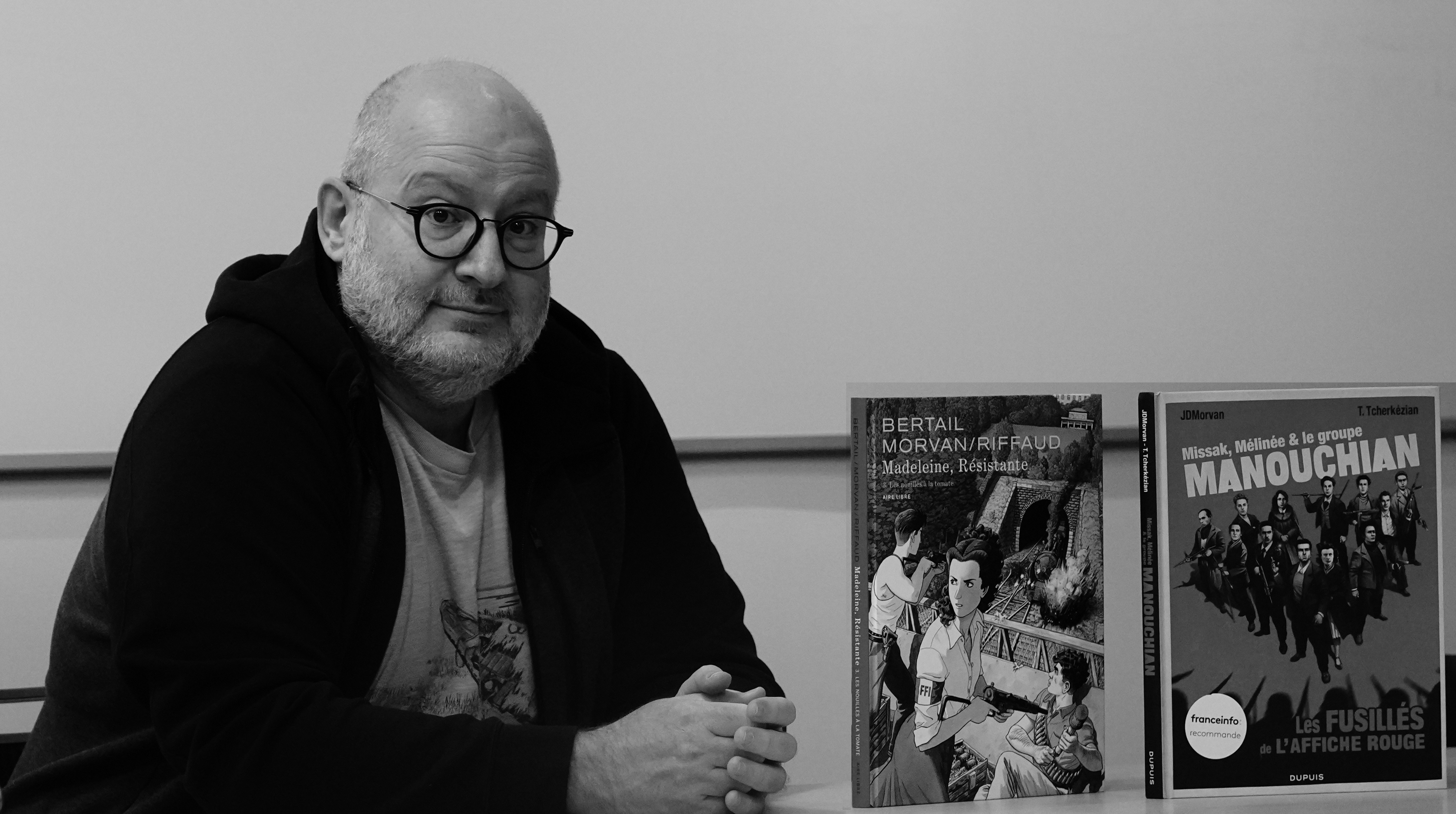
L'auteur en 2024.

Après avoir collaboré aux deux premiers Nomad, Philippe Buchet fait part à Jean-David Morvan de son envie de dessiner sa propre série. Il quitte alors son poste de directeur artistique. Au festival de Sierre, Guy Delcourt leur commande une série de space opera.
Si Nomad et HK rencontrent un certain succès en librairie, Sillage devient d'emblée un best-seller. Jean-David Morvan en profite alors pour remanier d'anciens projets : 7 secondes trouve preneur chez Delcourt avec au dessin Gérald Parel, tandis que Zorn et Dirna avec Bruno Bessadi et Vincent Trannoy se réalise chez Soleil.
C'est à cette époque qu'il rencontre José Luis Munuera, un espagnol qui devient un de ses plus fréquents collaborateurs. Ensemble ils créent pour le Lanfeust Mag des histoires courtes de Sir Pyle S. Culape, qui soigne souvent les monstres envers et contre eux-mêmes. Plus tard son ami Joann Sfar lui propose de reprendre le scénario de sa série Merlin que dessine déjà José Luis Munuera. Celui-ci dessine aussi les aventures de Nävis, spin-off destiné aux enfants de la série Sillage, dans laquelle Jean-David Morvan et Philippe Buchet racontent la jeunesse de leur héroïne. Jean-David Morvan est chargé par l'éditeur Dupuis de reprendre la série historique Spirou et Fantasio et collabore de nouveau avec Munuera pour le dessin. Au bout de quatre albums, et alors qu'ils viennent d'opérer un changement narratif important dans Aux sources du Z, Morvan et Munuera sont cependant remerciés par Dupuis, qui les remplace par d'autres auteurs.
En 2009, il remporte avec Huang Jia Wei un « Silver Award » au Prix international du manga pour Zaya.

### Autres participations
Parmi ses nombreux projets on peut citer le Cycle de Tschaï avec Li-An, adaptation d'une série de romans de Jack Vance, la Mandiguerre avec l'Italien Stefano Tamiazzo, Jolin la teigne avec l'Espagnol Rubén, Reality Show avec Francis Porcel, Trop de bonheur avec Steven Lejeune, Al'Togo avec Sylvain Savoia, Je suis morte avec Nicolas Nemiri, Meka et The Only One (TOO), avec Bengal, Nirta Omirli avec Bachan, et Trois... et l'ange avec Pedro Colombo.
La série de bandes dessinées Les aventures de Walibi publiée chez Dupuis est lancée. Les trois numéros sont échelonnés en février 2012, juin 2012 et juin 2013. Le scénario est signé Jean-David Morvan et Maxe L'Hermenier en est le dessinateur. Wuye Changjie collabore également à sa réalisation,.
En 2019, avec le soutien de la maison d'édition Glénat, Jean-David Morvan lance une collection d'une trentaine de bandes dessinées biographiques, consacrée aux tueurs en série. Il recourt à l'expertise de Stéphane Bourgoin qui devient un personnage de la série documentaire.
S'associant avec Séverine Tréfouël et David Evrard, il lance chez Glénat la série Irena dont le cinquième tome, La Vie après, figure dans la sélection pour le Festival d'Angoulême 2021.

## Publications

### One shots
- Wolverine : Saudade, Marvel France (collection Transatlantique), 2006
Scénario : Jean-David Morvan et TOT - Dessin : Philippe Buchet - Couleurs : Walter
- Vies tranchées : Les Soldats fous de la Grande Guerre, Delcourt (collection Histoire & histoires), 2010
Scénario : collectif (dont Morvan) - Dessin : collectif (dont Munuera)
- Tribolo : L’Incroyable Aventure, Loterie Romande, 2007
Scénario : Jean-David Morvan - Dessin : collectif - album publicitaire
- La Quête des réponses, Delcourt (collection Humour de rire), 1998
Scénario : Jean-David Morvan - Dessin : Philippe Buchet - Couleurs : Color Twins
- Les Préhistos… ou tard, Art-Scénic, 1997
Scénario : Jean-David Morvan - Dessin : Raoul Ketchup - Couleurs : N&B
- Hyper l’hippo, Delcourt (collection Jeunesse), 2005
Scénario : Jean-David Morvan - Dessin : Nicolas Nemiri - Couleurs : Nicolas Nemiri
- Horde, Zenda, 1994
Scénario : Jean-David Morvan - Dessin : Jab Jab Whamo - Couleurs : Thierry Masson
- Appoline, disparue il y a 8 ans, Casterman (collection Univers d’auteurs), 2009
Scénario : Jean-David Morvan - Dessin : TBC - Couleurs : Marie Galopin
- Annie Zoo, Delcourt (collection Jeunesse), 2009
Scénario : Jean-David Morvan - Dessin et couleurs : Nicolas Nemiri
- L'Arrache-cœur[6],[7], dessin de Maxime Péroz, scénario de Jean-David Morvan et Frédérique Voulyzé d'après le roman éponyme de Boris Vian, Delcourt, collection « Mirages », 2012
- L'Écume des jours[7],[8], scénario de Jean-David Morvan et Frédérique Voulyzé d'après le roman éponyme de Boris Vian, dessins de Marion Mousse, Delcourt, collection Mirages, 2012
- Henri Cartier-Bresson, Allemagne 1945, dessin de Sylvain Savoia, Magnum Photos - collection Aire Libre, Dupuis, mai 2016
- McCurry, NY 11 septembre 2001, dessin de Kim Jung Gi, Dupuis, 2016.
- Sauvage : biographie de Marie-Angélique Le Blanc : 1712-1775[9], d'après l'ouvrage de Serge Aroles ; scénario d'Aurélie Bévière et Jean-David Morvan, dessin de Gaëlle Hersent, Delcourt, coll. Mirages, 2015  (ISBN 978-2-7560-3551-2) (BNF 44261572)
- Conan le Cimmérien, tome 1 : La Reine de la côte noire, dessin de Pierre Alary,  (EAN 9782344011966), GLÉNAT, 2018.
- J'irai cracher sur vos tombes, Rey Macutay, Rafael Ortiz,  (EAN 9782344020562), GLÉNAT, 2020.
- Magnum Génération(s) au scénario avec Rafael Oritz, Scie Tronc, Arnaud Locquet (dessin) et Hiroyuki Ooshima (couleur) ; éditions Caurette, 2022 (prix France Info de la Bande dessinée d’actualité et de reportage 2023).
- Adieu Birkenau : Une survivante d'Auschwitz raconte, Ginette Kolinka, Victor Matet, Efa, Cesc, Roger Sole,  (EAN 9782226465269), Albin Michel, 2023.

### Delcourt Ex-Libris
Jean-David Morvan est directeur de la collection Ex-Libris de Delcourt, qui adapte en bande dessinée des grands classiques de la littérature. Il a lui-même écrit plusieurs adaptations.
- Au bord de l’eau, 2 tomes, 2008-2010
Scénario : Jean-David Morvan et Yann Le Gal - Dessin et couleurs : Wang Peng
- Les Aventures de Tom Sawyer, de Mark Twain, 3 tomes, 2007-2009
Scénario : Jean-David Morvan et Frédérique Voulyzé - Dessin : Séverine Lefebvre - Couleurs : Séverine Lefebvre
- Les Contes du boudoir hanté, 3 tomes, 2008-2010
Scénario : Jean-David Morvan - Dessin et couleurs : Yishan Li
- Le Dieu singe, 3 tomes, 2008-2011
Scénario : Jean-David Morvan et Yann Le Gal - Dessin : Jian Yi - Couleurs : Jian Yi
- Double assassinat dans la rue Morgue, d’Edgar Allan Poe, 2008
Scénario : Jean-David Morvan - Dessin : Fabrice Druet - Couleurs : Wang Peng
- Le Mystère de Marie Roget, d’Edgar Allan Poe, 2011
Scénario : Jean-David Morvan - Dessin : Fabrice Druet - Couleurs : Wang Peng
- Les Trois Mousquetaires, d’Alexandre Dumas, 4 tomes, 2007-2010
Scénario : Jean-David Morvan et Michel Dufranne - Dessin : Rubén - Couleurs : Marie Galopin
- Les Aventures de Huckleberry Finn, de Mark Twain, deux tomes, 2011-2013
Scénario : Jean-David Morvan et Frédérique Voulyzé - Dessin et couleurs : Séverine Lefebvre,

## Prix
- 2005 : Prix de l'enseignement 41 pour le Jeune Public pour Hyper l'Hyppo[16]
- 2006 :
  - Prix jeunesse 9-12 ans du festival d'Angoulême pour Sillage[17], t. 8 (avec Philippe Buchet)
  -  Prix Bédélys jeunesse pour Spirou et Fantasio, t. 49 : Spirou et Fantasio à Tokyo (avec José Luis Munuera)
- 2007 :  Prix Saint-Michel jeunesse pour Nävis, t. 3 : Latitzoury (avec José Luis Munuera)
- 2008 : Essentiel Jeunesse du festival d'Angoulême pour Sillage, t. 10 (avec Philippe Buchet)[18]
- 2022 : Prix René-Goscinny, avec Madeleine Riffaud, pour Madeleine Résistante[19]
- 2023 : Prix France Info de la Bande dessinée d’actualité et de reportage pour Magnum génération(s)[20] (avec Arnaud Locquet, ScieTronc, Rafael Ortiz et Hiroyuki Ooshima) aux éditions Caurette  (ISBN 9782382890288)